# Nueva Libertad, Amatenango de la Frontera
Nueva Libertad är en ort i Mexiko.   Den ligger i kommunen Amatenango de la Frontera och delstaten Chiapas, i den sydöstra delen av landet, 900 km sydost om huvudstaden Mexico City. Nueva Libertad ligger 758 meter över havet och antalet invånare är 264.
Terrängen runt Nueva Libertad är kuperad åt nordost, men åt sydväst är den bergig. Runt Nueva Libertad är det ganska tätbefolkat, med 100 invånare per kvadratkilometer. Närmaste större samhälle är Frontera Comalapa, 7,0 km norr om Nueva Libertad. I omgivningarna runt Nueva Libertad växer i huvudsak städsegrön lövskog.